# Brittany Byrnes
Brittany Byrnes (31 de julho de 1987) é uma atriz australiana. Ela é mais conhecida pelo papel de Natasha Green, em 2005, no filme Little Oberon, e de Charlotte Watsford, em H20: Just Add Water. 

## Vida Pessoal
Brittany assumiu ser fã da banda australiana Walking with Mirrors, da qual esteve na capa do álbum "Behind Closer Door". Ela também construiu uma grande amizade com o elenco de H20: Just Add Water. Brittany já esteve com vários tipos de cortes de cabelo (curto e longo), e também já mudou o tom deste (castanho, preto, ruivo e loiro).

## Filmografia
| Ano     | Título                             | Papel                 |
| ------- | ---------------------------------- | --------------------- |
| 1989    | G.P.                               | Participação Especial |
| 1995    | Babe                               | Neta                  |
| 1996    | Water Rats                         | Geena Sadler          |
| 1996    | Twisted Tales                      | -                     |
| 1997    | Children's Hospital                | Helen                 |
| 1998    | The Violent Earth                  | Helene                |
| 1998    | Breakers                           | Catherine             |
| 1998    | Auf der Suche nach der Schatzinsel | Thea Walkins          |
| 1998    | All Saints                         | Becky Franklin        |
| 1999    | Beastmaster                        | Muraki                |
| 2001    | When Good Ghouls Go Bad            | Dayna                 |
| 2001    | Escape da Artful Dodger            | Hannah Shuller        |
| 2003    | Mermaids                           | Tess                  |
| 2003    | Swimming Upstream                  | Diane Fingleton       |
| 2005    | Little Oberon                      | Natasha Green         |
| 2007-08 | H2O: Just Add Water                | Charlotte Watsford    |